# Orcya bassania
Orcya bassania är en fjärilsart som beskrevs av William Chapman Hewitson 1868. Orcya bassania ingår i släktet Orcya och familjen juvelvingar. Inga underarter finns listade i Catalogue of Life.